# Estadio Olímpico de Nagano
El Estadio Olímpico de Nagano (en jap. 長野オリンピックスタジアム, Nagano Orinpikku Sutajiamu) es un estadio de béisbol ubicado de la ciudad de Nagano, Japón.
El recinto deportivo se utilizó para las ceremonias de apertura y clausura de los Juegos Olímpicos de Invierno de 1998. La apertura del 7 de febrero fue presenciada por 48.937 espectadores, mientras 49.257 visitantes llenaron el Estadio Olímpico para la ceremonia de clausura el 22 de febrero, después de eso, las tribunas adicionales en los jardines fueron removidas. Hoy, el Estadio Olímpico posee una capacidad de 30.000 asientos. Desde 1999, la instalación deportiva ha sido el destino de la Maratón de Nagano, que se corre en memoria de los Juegos de Invierno de 1998.

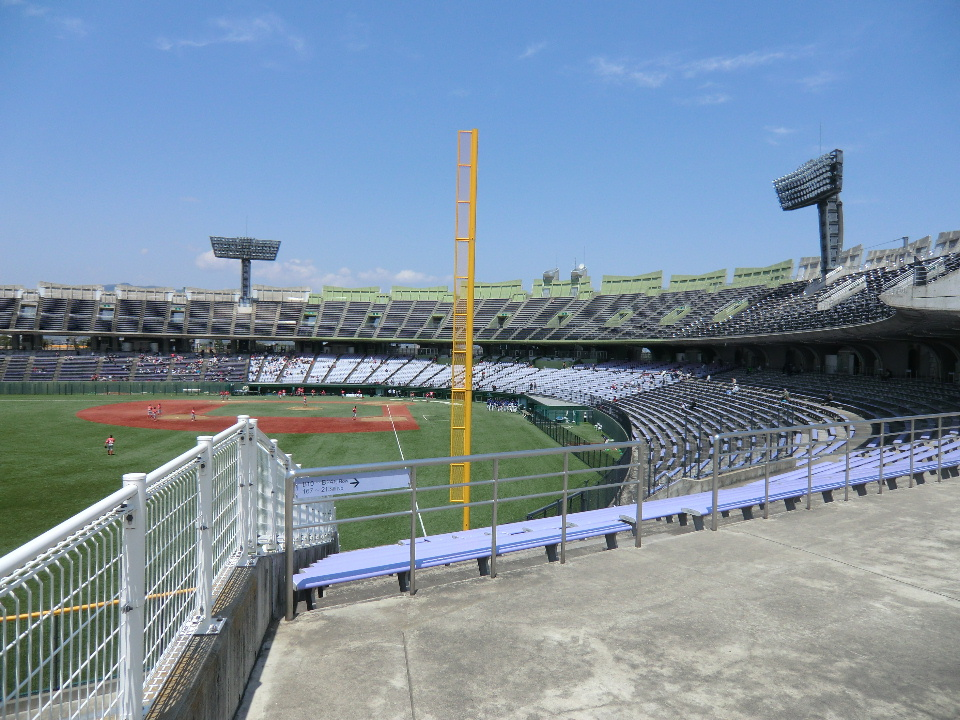
Interior del estadio
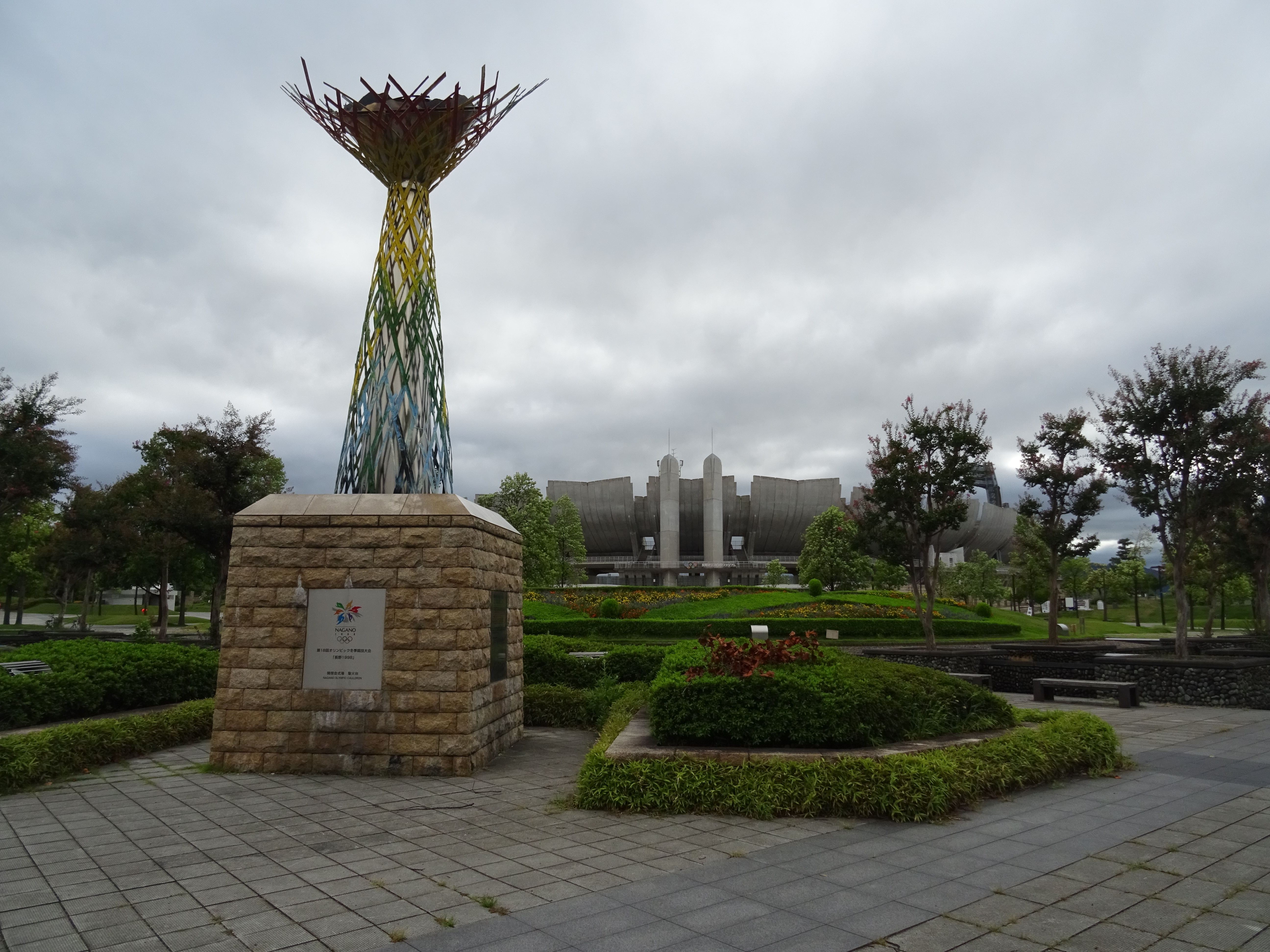
Pebetero olímpico